# Teresa Gabrysiewicz
Teresa Gabrysiewicz (znana jako Teresa Gabrysiewicz-Krzysztofikowa, ur. 27 grudnia 1934 w Warszawie, zm. 8 lub 9 marca 1978 w Tomaszowie Mazowieckim) – polska bibliotekarka i pisarka.

## Życiorys
Jej rodzicami byli Antoni Gabrysiewicz, leśniczy, i Stefania z domu Kudelska, nauczycielka. W 1946 zamieszkała w Tomaszowie Mazowieckim, gdzie zdała maturę, a następnie pracowała jako bibliotekarka kolejno w: czytelni Towarzystwa Przyjaciół Dzieci, bibliotece Domu Harcerza i Miejskiej Bibliotece Publicznej (od 1956 r.). Z powodu choroby serca zmuszona była przerwać studia polonistyczne na Uniwersytecie Warszawskim. Ukończyła studium bibliotekarskie w Jarocinie. Była zaangażowana w organizację ruchu literackiego województwa piotrkowskiego. Należała do: Korespondencyjnego Klubu Młodych Pisarzy w Łodzi, Klubu Młodych Pisarzy „Wiadukt” oraz Piotrkowskiego Klubu Literackiego, w którym pełniła funkcję prezesa. W 1963 r. wstąpiła do Polskiej Zjednoczonej Partii Robotniczej.

## Twórczość literacka
Debiutowała jako poetka w 1963 r. wierszem pt. Noc opublikowanym w tygodniku „Zarzewie”. Publikowała m.in. w: „Kamieniach”, „Nad Wartą”, „Tygodniku Kulturalnym”, „Nadodrzu” i „Odgłosach”. W swych utworach poetyckich często poruszała motyw tęsknoty za przyrodą z perspektywy mieszkanki przemysłowego miasta. W utworach prozatorskich nawiązywała do własnych doświadczeń dorastania w okresie okupacji i pierwszych lat powojennych.

### Poezja
- Przędzenie jeziora (1966)
- Ariadna 67 (1967)
- Wiersze (1995)[7]

### Proza
- Z pieśni Wejmuty (1968)
- Klasówka bez odwołania (1972)

## Upamiętnienie
- od 1981 r. Teresa Gabrysiewicz-Krzysztofikowa jest patronką Miejskiej Biblioteki Publicznej w Tomaszowie Mazowieckim[8][2]
- imieniem Teresy Gabrysiewicz nazwano jedną z ulic w Tomaszowie Mazowieckim[9][10]